# Wenzel Lindmoser
Wenzel Lindmoser (* 1. August 2005) ist ein österreichischer Fußballspieler.

## Karriere

### Verein
Lindmoser begann seine Karriere beim First Vienna FC. Im März 2014 wechselte er zum SK Rapid Wien. Bei Rapid durchlief er ab der Saison 2019/20 auch sämtliche Altersstufen in der Akademie.
Zur Saison 2024/25 rückte Lindmoser in den Kader der Zweitmannschaft der Wiener. Sein Debüt für Rapid II in der 2. Liga gab er im April 2025, als er am 25. Spieltag jener Saison gegen die Kapfenberger SV in der 89. Minute für Erik Stehrer eingewechselt wurde. Insgesamt kam er zu zwei Zweitligaeinsätzen für Rapid II.
Zur Saison 2025/26 kehrte er zur Vienna zurück.

### Nationalmannschaft
Lindmoser spielte zwischen September 2021 und Mai 2022 sechsmal für die österreichische U-17-Auswahl.